# Istergiesel
Istergiesel ist mit seinem Ortsteil Niederröder Höhe ein Stadtteil der osthessischen Stadt Fulda.

## Geografie
Das Dorf liegt im südwestlichen Landkreis Fulda und ist heute ein südlich der Kernstadt gelegener Stadtteil im Talzug der Giesel, die bei Kohlhaus in die Fulda mündet. Das Dorf liegt in der Nähe der alten Handelsstraße Ortesweg. Der Stadtteil Niederrode liegt nördlich. Im Osten grenzt es an den Stadtteil Zell, im Süden der Gemarkung an Giesel, einen Ortsteil der Gemeinde Neuhof, im Westen an die Gemeinde Großenlüder. Im Nordwesten führt die Landesstraße 3079 von Fulda über Giesel nach Hosenfeld an Istergiesel vorbei.
Istergiesel liegt im Vogelsberg am nordöstlichen Rand des größten zusammenhängenden Waldgebietes Hessens dem Gieseler Forst – des nordöstlichen Unteren Vogelsberges – westlich der Fuldaer Senke.

## Geschichte

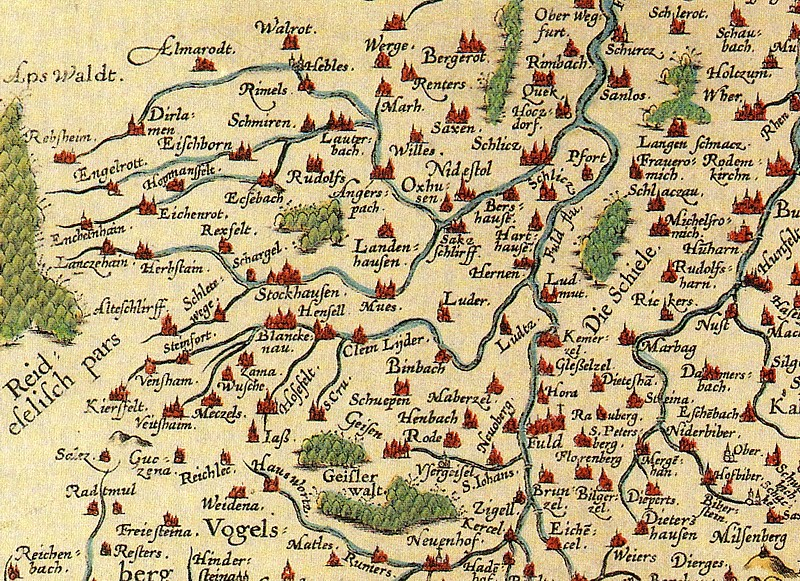
Lage von Istergiesel (Yistergeisel) auf einer Kartes des Hochstifts Fulda von 1574

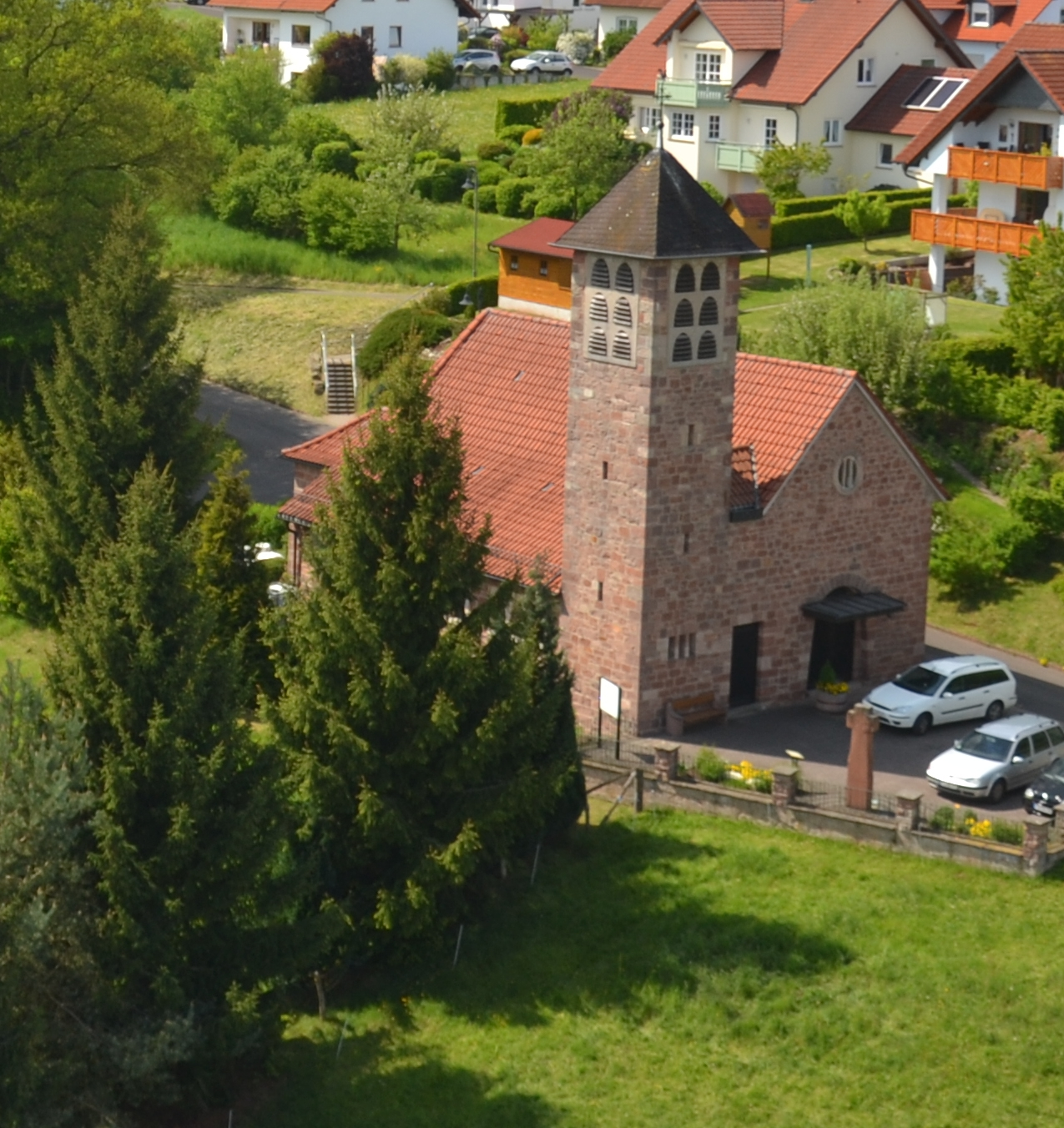
Filialkirche Mariä Geburt

- 1333 wurde das Dorf erstmals urkundlich als Uzzern Gisela erwähnt. Im Laufe der Jahrhunderte wechselte der Name. z. B. 1574 in Yistergeisel.
- 1605 wohnten in Eustergiesel bereits 16 Untertanen die in der Türkensteuerliste verzeichnet waren.
- 1662 wurde der Ort als Eustergiesel bezeichnet.
- 1790 wurde er Eistergiesel genannt. Auf den heutigen Namen Istergiesel stößt man erstmals im Jahre 1811.
- 1799 wird der Bildstock am Steinnellerweg errichtet.

Die katholische Kirche Mariä Geburt wurde 1865 erbaut und von 1957 bis 1961 in vierjähriger Bauphase erweitert.
1973 kam eine Trauerhalle auf dem 1909 angelegten Friedhof hinzu.

### Eingemeindung
Das landwirtschaftlich geprägte Dorf war ehemals eine eigenständige Gemeinde und wurde im Rahmen der Gebietsreform in Hessen zum 1. August 1972 mit weiteren Stadtrandgemeinden kraft Landesgesetz in die Stadt Fulda eingemeindet.

### Einwohnerentwicklung

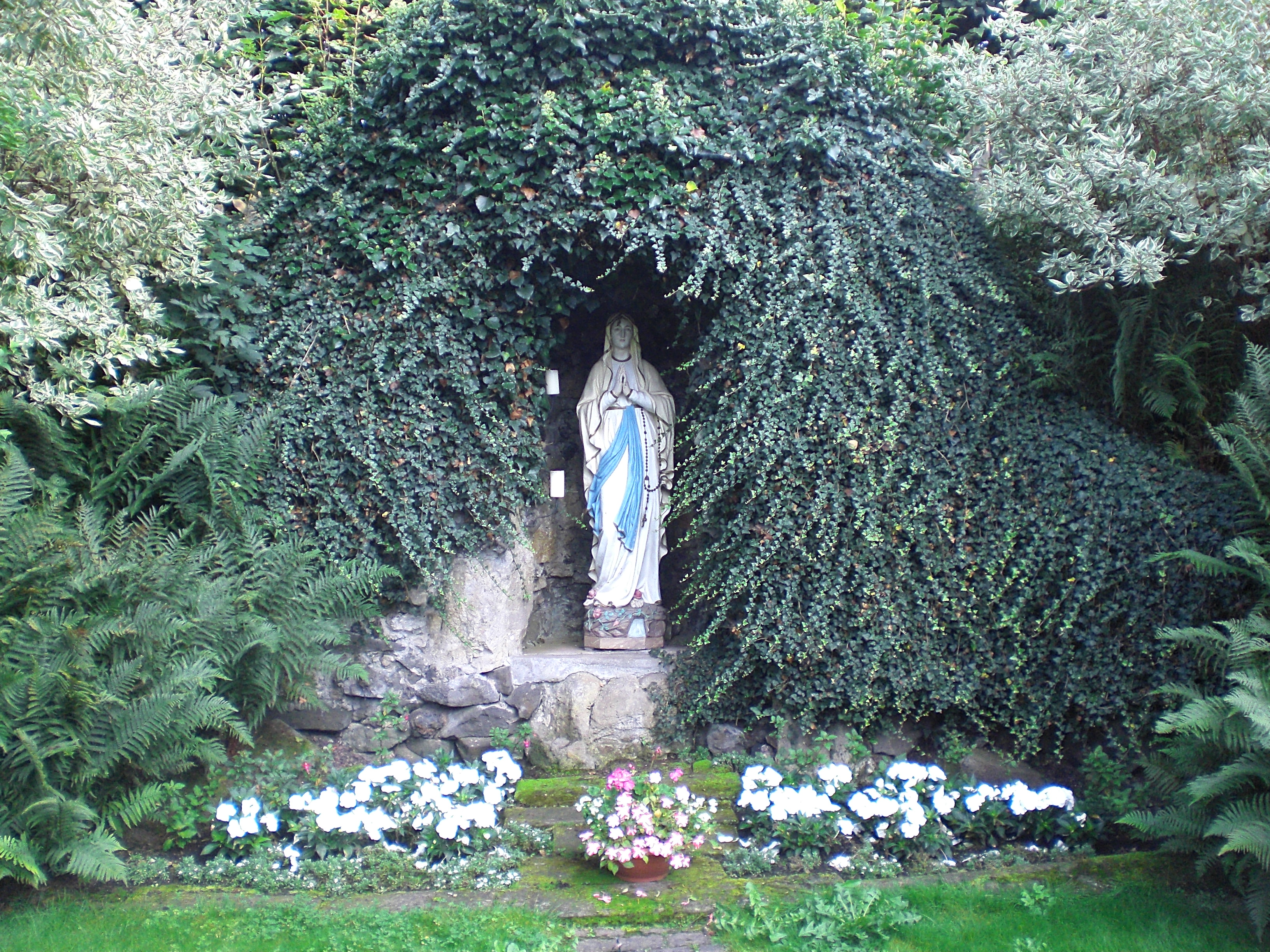
Mariengrotte Istergiesel

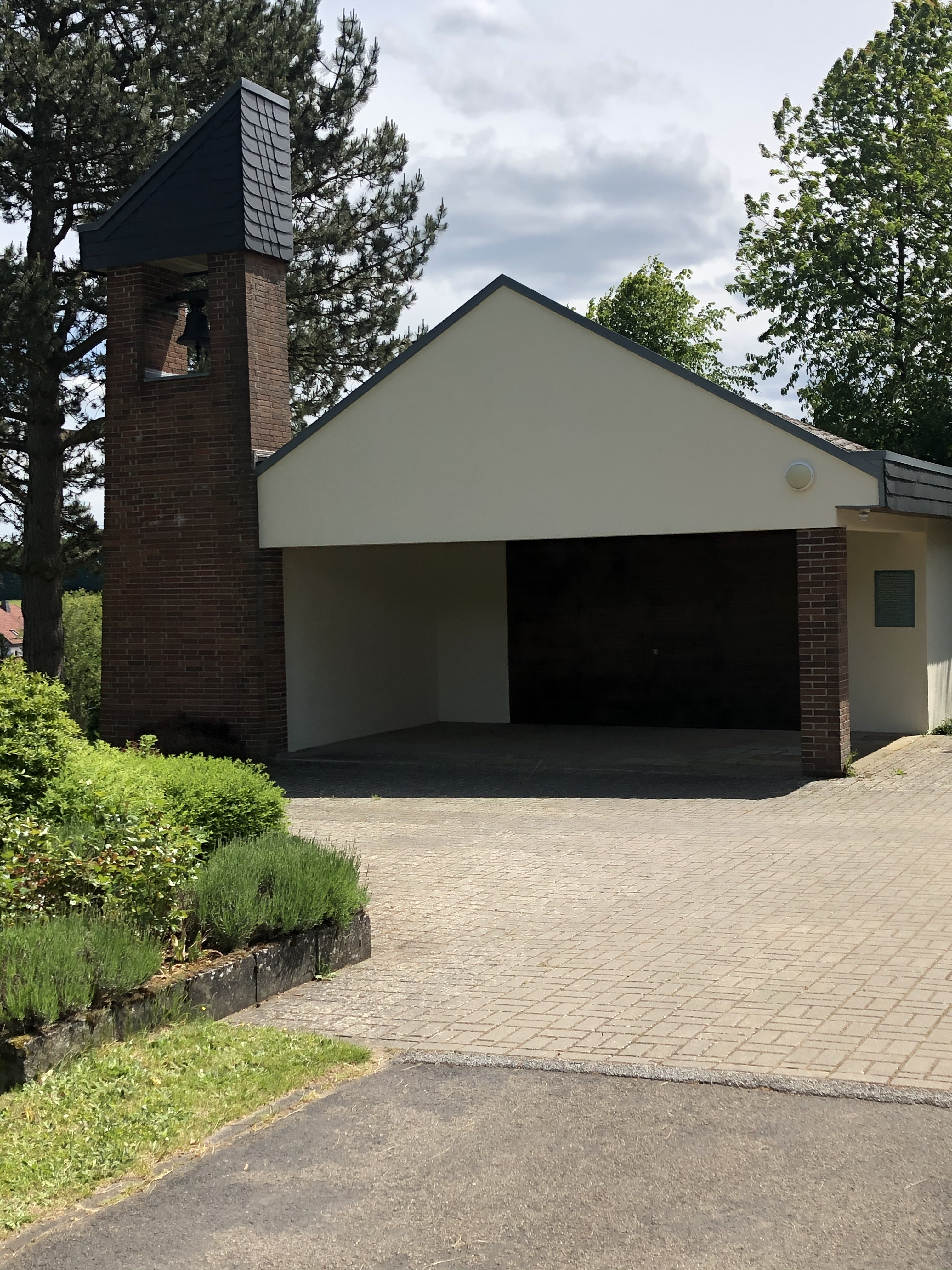
Die Trauerhalle am Friedhof

| • 1812: | 25 Feuerstellen, 132 Seelen |

| Istergiesel: Einwohnerzahlen von 1812 bis 2017 | Istergiesel: Einwohnerzahlen von 1812 bis 2017 | Istergiesel: Einwohnerzahlen von 1812 bis 2017 | Istergiesel: Einwohnerzahlen von 1812 bis 2017 | Istergiesel: Einwohnerzahlen von 1812 bis 2017 |
| --- | ---------------------------------------------- | ---------------------------------------------- | ---------------------------------------------- | ---------------------------------------------- |
| Jahr |                                                |                                                |                                                | Einwohner                                      |
| 1812 | 1812                                           |                                                | 132                                            | 132                                            |
| 1834 | 1834                                           |                                                | 198                                            | 198                                            |
| 1840 | 1840                                           |                                                | 201                                            | 201                                            |
| 1846 | 1846                                           |                                                | 214                                            | 214                                            |
| 1852 | 1852                                           |                                                | 203                                            | 203                                            |
| 1858 | 1858                                           |                                                | 201                                            | 201                                            |
| 1864 | 1864                                           |                                                | 202                                            | 202                                            |
| 1871 | 1871                                           |                                                | 192                                            | 192                                            |
| 1875 | 1875                                           |                                                | 214                                            | 214                                            |
| 1885 | 1885                                           |                                                | 225                                            | 225                                            |
| 1895 | 1895                                           |                                                | 186                                            | 186                                            |
| 1905 | 1905                                           |                                                | 179                                            | 179                                            |
| 1910 | 1910                                           |                                                | 198                                            | 198                                            |
| 1925 | 1925                                           |                                                | 195                                            | 195                                            |
| 1939 | 1939                                           |                                                | 193                                            | 193                                            |
| 1946 | 1946                                           |                                                | 255                                            | 255                                            |
| 1950 | 1950                                           |                                                | 265                                            | 265                                            |
| 1956 | 1956                                           |                                                | 227                                            | 227                                            |
| 1961 | 1961                                           |                                                | 215                                            | 215                                            |
| 1967 | 1967                                           |                                                | 260                                            | 260                                            |
| 1970 | 1970                                           |                                                | 276                                            | 276                                            |
| 1980 | 1980                                           |                                                | ?                                              | ?                                              |
| 1988 | 1988                                           |                                                | 284                                            | 284                                            |
| 2000 | 2000                                           |                                                | ?                                              | ?                                              |
| 2010 | 2010                                           |                                                | 391                                            | 391                                            |
| 2013 | 2013                                           |                                                | 393                                            | 393                                            |
| 2015 | 2015                                           |                                                | 400                                            | 400                                            |
| 2016 | 2016                                           |                                                | 391                                            | 391                                            |
| 2017 | 2017                                           |                                                | 375                                            | 375                                            |
| Datenquelle: Historisches Gemeindeverzeichnis für Hessen: Die Bevölkerung der Gemeinden 1834 bis 1967. Wiesbaden: Hessisches Statistisches Landesamt, 1968. Weitere Quellen: ; 2010,2012,2015: |                                                |                                                |                                                |                                                |

### Religionszugehörigkeit
Quelle: Historisches Ortslexikon
| • 1885: | ein evangelischer (= 0,51 %), 195 katholische (= 99,49 %) Einwohner |
| • 1961: | 9 evangelische (= 4,19 %), 206 katholische (= 95,81 %) Einwohner    |

## Vereine
- Freiwillige Feuerwehr Istergiesel/Zell, gegründet 1927
- Kath. Frauengemeinschaft Istergiesel (kfd-Istergiesel), gegründet 1957
- Musikverein Istergiesel e. V., gegründet 1927

## Wirtschaft und Infrastruktur

### Öffentliche Einrichtungen

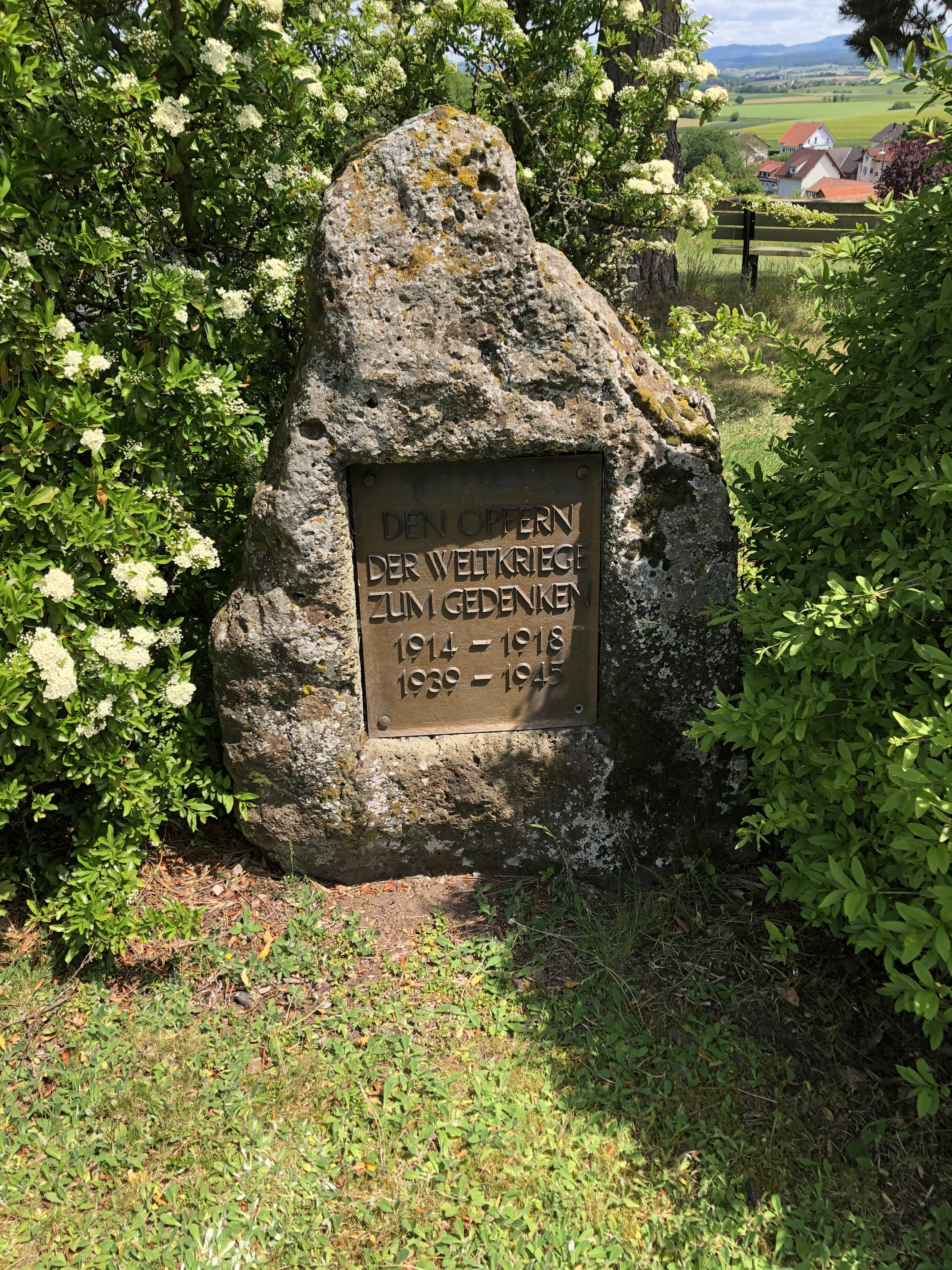
Das Kriegerehrenmal vor dem Friedhof

Istergiesel verfügt über die katholische Filialkirche St. Mariae Geburt und ist seit 2006 der Pfarrei Johannes der Täufer in Johannesberg zugeordnet, einen Friedhof mit Trauerhalle und angrenzendem Kriegerehrenmal. Ein Dorfgemeinschaftshaus mit Feuerwehrhaus und ein Backhaus sowie eine Mariengrotte runden das Angebot für die Bürgerschaft ab. Den Kindern und Jugendlichen des Dorfes stehen ein Kinderspielplatz und ein Bolzplatz, der auch vereinzelt bei Festveranstaltungen der Vereine als Festplatz genutzt wird, zur Verfügung.

### Verkehr

#### Straße
Istergiesel ist über die Bundesstraßen 27 und 254 und die Autobahnen 7 und 66 zu erreichen. Die Verkehrserschließung und Anbindung an das überörtliche Straßennetz erfolgt über die Kreisstraße 102 (K 102) im Norden des Dorfes in die K 101, die von der Landesstraße 3079 über die L 3418 bis Johannesberg führt und bei Kohlhaus in die Bundesstraße 254 (B 254) einmündet. Istergiesel ist mit der Stadtbuslinie 7 im Stundentakt an den ÖPNV  angebunden.

#### Schiene
Istergiesel besitzt keinen Bahnhof. Der nächste Bahnhof ist der Regional-/Fernbahnhof der Stadt Fulda. Dieser liegt im Zentrum der Stadt und ist mit dem ÖPNV zu erreichen.